# غوثيك
غوثيك (Gothic) هي سلسلة ألعاب فيديو تعدد أدوار أنتجت من قبل شركة ألمانية بيرانا بايتس.

## الأجزاء
- غوثيك
- غوثيك 2
- غوثيك 3
- أركانيا غوثيك 4
- سقوط سيتاريف

## جوثيك
أصدرت اللعبة في 15 مارس 2001 في ألمانيا و23 نوفمبر 2001 في أمريكا الشمالية.
هي أول جزء لعبة في السلسلة، تحكي القصة عن خسارة الإنسان الحرب ضد الغيلان، البطل - لا يوجد له اسم - أجبر على أن يعمل في المستعمرات على الأعمال الشاقة للحصول على المادة الخامة المهمة التي تستخدم في الأسلحة، لذلك قرر الملك بمساعدة 12 ساحر أن يحيط الجزيرة بجدار سحري كي لا يهرب أحد من المنطقة، بعد ذلك فقدت السيطرة في هذا المنطقة فلن يكن الملك له حل إلا ان يتاجر معهم فقسمهم إلى عدة مخيمات، يمكن البطل أن ينضم إلى واحد منهم ويكمل قصة اللعبة.

## جوثيك 2
هي ثاني لعبة في السلسلة أصدرت في 23 نوفمبر 2002 في ألمانيا 29 أكتوبر 2003 في أمريكا الشمالية.
هذا الجزء تابع للجزء الأول، فتكمل هذا اللعبة بعد أن دمر الحاجز السحري، والعديد من السجناء هربوا إلى كورونيس بعناوين وهمية، وبعضهم بقوا في الجبال وأصبحوا قطاع طرق. لكن لا يوجد هدوء في كورنيس كما يبدو، فزادراس (مستشار البطل) يبلغه أن خطر كبير يهدد الأرض بعد أن دمر النائم ووجه رسالة للمشاركة في المنجم.

## جوثيك 3
هي ثالث لعبة بالسلسة أصدرت في 13 أوكتوبر 2006 في أوروبا و20 نوفمبر 2006 في أمريكا الشمالية
في هذا الجزء يظهر البطل وأصدقائه يبحرون إلى ميرتانا. بعد أن وصلوا، اكتشفوا أن القارة قد احتلت من قبل الغيلان التي استعبدت البشر، بعد ذلك يصدم البطل بعد أن يكتشف أن زادراس مستشاره قد كان واحد من مساعدين الغيلان في خطتهم الشيطانية، الأشياء تتغير بعد ذلك، بعد أن اكتشف أن زادراس ساعد الغيلان لمصالحه الشخصية، فيطلب من البطل ليقتل الملك واستعادة بعض القطع الأثرية وقتل الملك الذي سجنه في المستعمرة، بعد ذلك يذهب البطل وزادراس إلى جزيرة غير معروفة.

## أركانيا جوثيك 4
هي رابع لعبة في السلسلة صدرت في 12 أوكتوبر 2010.
بعد رجوع الحقوق إلى بيرانا بايتس أركانيا أصبحت لعبة مستقلة عن الأجزاء السابقة، صممت في نفس العالم.
أركانيا هي أول لعبة تحتوي على بطل جديد وهي أول جزء تصدر لأكثر من منصة وهي الحاسب الشخصي وإكس بوكس 360 في البداية كانت مصممة لبلايسيشن 3. وهي الجزء الوحيد الذي طورها شركة مختلفة وهي سبيلباوند إنتريتمينت.
الأحداث تبدأ مباشرة من جوثيك 3، أركانيا تعرض لاعبين لأول مرة في الجزيرة الجنوبية. مرت 10 سنين، الملك المتوج تحول إلى وغد وقد دمر أجزاء من الجزيرة الجنوبية. يستيقظ بطل جديد بعد أن يجد قريته قد دمرت من قبل الملك الشرير، مغامرة كبيرة لانتقام البطل.
بعد مغامرات عديدة يكتشف البطل أن الملك لم يدمر قريته، ولكن فعل ذلك عنصر وغد من جيشه، واكتشف انه الوحيد القادر على مساعدة الملك وأن يضع حد للشر الذي يؤلمه في النهاية، بعد تلقي انتقامه، البطل استطاع أيضاً أن يخرج الشيطان من جسد الملك روبار، ولكن يتم استدعاؤه من قبل أعداء كان منذ وقت طويل يعتقد انه قد هزموا وبذلك يمهد لجزء ثاني محتمل.

## سلسلة غوثيك على Nintendo Switch
في عام 2023، ستصدر نسختان من السلسلة على جهاز Nintendo Switch. قامت THQ Nordic بإعداد نسخة محمولة من الكود الأصلي للعبة، بدون ريماستر وبدون تعديلات (على الرغم من وجود العديد من التحسينات). تم إصدار الجزء الأول من السلسلة، Gothic Classic، في 28 سبتمبر 2023. سيكون للجزء الثاني، Gothic II Complete Classic بالإضافة إلى التوسعة Noc Kruka، عرضه الأول في 28 نوفمبر 2023Gothic II Complete Classic.

## سقوط سيتاريف
هو جزء فرعي لأركانيا جوثيك 4 أصدر في 25 أوكتوبر 2011 للحاسب الآلي.
هذا الجزء يفك بعض العقدات ويضيف جزء جديد إلى القصة الملحمية. بعد أن تم طرد الشيطان من جسد الملك روبار الثالث، خرج الشيطان إلى سيتاريف، في سيتاريف أنتشرت الفوضى بسرعة!
ينزعج الملك روبار من هذه الأخبار ويخاف من أن يفقد مدينته وبعض من رفاقه، التي هي سيترايف في هذه اللحظات. بعد ذلك يذهب البطل المجهول اسمه إلى سيتاريف من قبل الملك.